# Noé Castañón Ramírez
Noé Fernando Castañón Ramírez (Chiapas, 1977) es un político mexicano. Desde el 30 de octubre de 2018 es senador del Congreso de la Unión en la LXIV legislatura en representación del estado de Chiapas. Forma parte de la bancada de Movimiento Ciudadano. Fue diputado local del Congreso del Estado de Chiapas de 2012 a 2015.

## Primeros años
Noé Fernando Castañón Ramírez nació en 1977 en el estado de Chiapas, México. Es hijo de Noé Castañón León, quién fue ministro de la Suprema Corte de Justicia de la Nación. En 1998 se afilió al Partido Revolucionario Institucional (PRI). De 1998 a 2003 estudió la licenciatura en derecho en la Universidad Iberoamericana. En 2003 estudió el diplomado en derecho público e internacional en la Universidad Metropolitana de Londres. De 2005 a 2007 estudió el doctorado en gobierno y administración pública en la Universidad Complutense de Madrid. En 2007 estudió la maestría en administración de negocios en el Instituto de Empresa.

## Trayectoria política
De 2012 a 2015 fue diputado local de la LXV legislatura del Congreso del Estado de Chiapas por el Partido Revolucionario Institucional (PRI) en representación del distrito 1, con sede en Tuxtla Gutiérrez, ejerciendo como presidente de la mesa directiva. De 2014 a 2017 fue presidente del comité directivo municipal del PRI en Tuxtla Gutiérrez.
En las elecciones federales de 2018 Noé Castañón se presentó como suplente de Eduardo Lozano Grajales al puesto de senador de la república en representación del estado de Chiapas por la coalición «Todos por México», conformada por el Partido Revolucionario Institucional (PRI), el Partido Verde Ecologista de México (PVEM) y Nueva Alianza (PANAL). El 1 de junio, un mes antes de los comicios, Lozano Grajales presentó su renuncia a su postulación al senado, pidiendo que su lugar fuese cubierto por Alejandra Lagunes. Sin embargo, el Instituto Nacional Electoral (INE) determinó que la postulación no podía ser entregada a otra persona. En consecuencia, Noé Castañón quedó como el único integrante de la fórmula. En las elecciones del 1 de julio la candidatura presentada por la coalición «Todos por México» consiguió el escaño de primera minoría en Chiapas, posición que ocuparía Castañón como suplente de Lozano Grajales. El 3 de julio, Eduardo Lozano Grajales le pidió a la autoridad electoral anular su renuncia para poder ocupar el escaño que había abandonado antes de las elecciones, sin embargo, el 7 de julio el INE ratificó la renuncia de Lozano Grajales y la obligación de que el escaño fuese ocupado por Noé Castañón.